# Гуиз
Гуиз (фр. Gouise) је насеље и општина у централној Француској у региону Оверња, у департману Алије која припада префектури Мулен.
По подацима из 2011. године у општини је живело 238 становника, а густина насељености је износила 10,29 становника/km². Општина се простире на површини од 23,12 km². Налази се на средњој надморској висини од 247 метара (максималној 294 m, а минималној 230 m).

## Демографија
| 1962. | 1968. | 1975. | 1982. | 1990. | 1999. | 2011. |
| ----- | ----- | ----- | ----- | ----- | ----- | ----- |
| 282   | 291   | 227   | 193   | 220   | 216   | 238   |

График промене броја становника у току последњих година